# Јунион Појнт (Џорџија)
Јунион Појнт (енгл. Union Point) град је у америчкој савезној држави Џорџија. По попису становништва из 2010. у њему је живело 1.617 становника.

## Демографија
Према попису становништва из 2010. у граду је живело 1.617 становника, што је 52 (3,1%) становника мање него 2000. године.
| Група             | 2000.       | 2010.       |
| Белци             | 849 (50,9%) | 657 (40,6%) |
| Афроамериканци    | 774 (46,4%) | 860 (53,2%) |
| Азијати           | 11 (0,7%)   | 5 (0,3%)    |
| Хиспаноамериканци | 35 (2,1%)   | 85 (5,3%)   |
| Укупно            | 1.669       | 1.617       |